# Chüemettler
Der Chüemettler ist eine 1704 m ü. M. hohe Bergspitze in den sanktgallischen Alpen auf dem Gebiet der Ortsgemeinde Rüttiberg in der politischen Gemeinde Schänis in der Schweiz.
Chüe bedeutet «Kühe» auf Schweizer Mundart. Mettler ist ein im Bezirk March, im Toggenburg und in Appenzell Innerrhoden weitverbreiteter Familienname.